# サッカーアングルシー島代表
サッカーアングルシー島代表（サッカーアングルシーとうだいひょう）は、ウェールズ北西岸に接する島であるアングルシー島のサッカーのナショナルチームである。アングルシー島代表は、FIFA及び、UEFAに加盟していないため、ワールドカップ、UEFA欧州選手権に参加できない。ウェールズの一部であるため、ウェールズサッカー協会の援助を受けて運営されている。
国際アイランドゲームズ協会に属しているため、アイランドゲームズのサッカー競技に出場した経験があり、金メダル1個（1999年），銀メダル4個（1989年,1991年,1997年,2001年）を獲得する等、優秀な成績を収めている。

## 選手（2011年アイランドゲームズ招集選手[1]）
- Dion Donohue
- Darren Gowans
- Ben Heald
- Matthew Hughes
- Richard Hughes
- Alex Jones
- Martin Jones
- Steven Kehoe
- Michael Kelly
- Melvin McGinness
- Arwyn Owen
- Gareth Owen
- Richard Owen
- Paul Colin Pritchard
- Edward Rhys Roberts
- Dyfed Parry
- Asa Thomas
- Christopher Williams
- Iwan Williams